# Détresse et Charité
Détresse et Charité er en fransk stumfilm fra 1904 af Georges Méliès.